# Antártida Uruguaia
A Antártida Ururguaia é, na verdade, o nome de um local na Antártida onde ficam bases uruguaias, que não foi reivindicado oficialmente pelo Uruguai como território.
É, no entanto, um termo criado e não muito utilizado.